# دوست (ترانه مارشملو و آن‌ماری)
«دوست» تک‌آهنگی از هنرمند اهل ایالات متحده آمریکا مارشملو به همراه آن-ماری است. این ترانه داستان دو دوست است که یکی عاشق دیگری می‌شود.
این تک‌آهنگ در چارت‌های، اتریش در رتبه اول و در چارت‌های کانادا، والونیا، اسکاتلند، فنلاند، فلاندرز، سوئیس، پرتغال، بریتانیا جزو ده ترانه اول قرار گرفت